# Parabunodactis imperfecta
Parabunodactis imperfecta is een zeeanemonensoort uit de familie Actiniidae.
Parabunodactis imperfecta is voor het eerst wetenschappelijk beschreven door Zamponi & Acuña in 1992.